# 美国国家金融服务公司
美国国家金融服务公司（：CFC），美國目前最大的房地产抵押贷款公司，財富500強中第146名的美國大企業，其主業務59%是房地產按揭贷款。總部地點在加利福尼亞州洛杉磯縣卡拉巴萨斯。 
随着次級信貸風暴加剧，公司的商业活动受到重创，一度面临破产的危险。2008年1月11日，美国银行宣布将以约值40亿美元的股票收购该公司。

## 歷史
美国国家金融服务公司成立於1969年，創辦人是 David Loeb 及 Angelo Mozilo。公司最初在股票店頭市場上市，之後于1985年轉在紐約證券交易所正式上市。 